# José María Montealegre Fernández

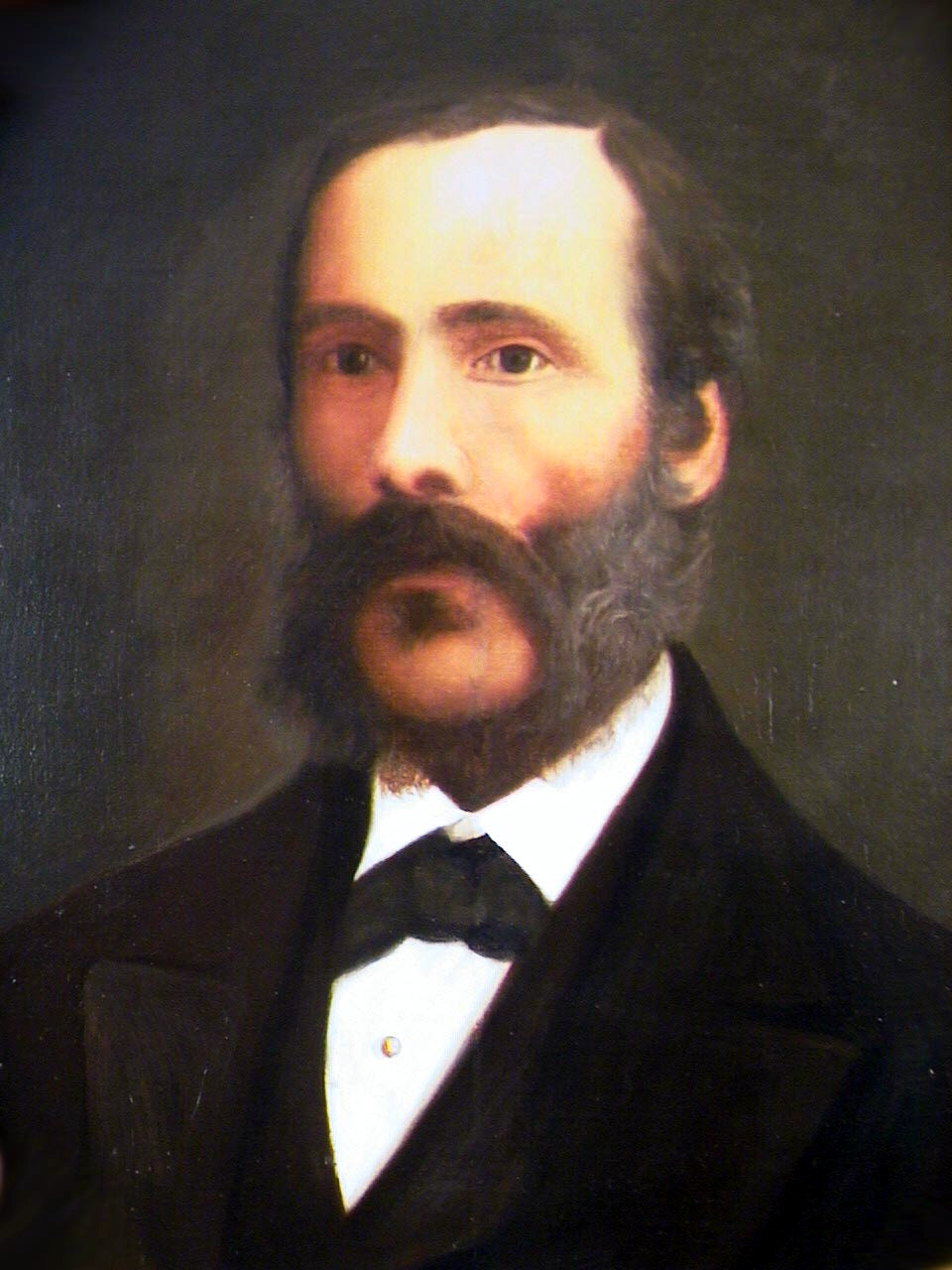
José María Montealegre Fernández

José María Montealegre Fernández (* 19. März 1815 in San José Costa Rica; † 26. September 1887 in San José (Kalifornien), USA) war von 14. August 1859 bis 8. Mai 1863 Präsident von Costa Rica.

## Leben

### Herkunft und frühe Laufbahn
Es war der erste Sohn von Gerónima Fernández Chacón und Mariano Montealegre Bustamante. Sein Vater war in der Factoría de Tabacos beschäftigt. Die Familie gehörte zur Bourgeoisie, welche sich Ejidos aneignete. Er studierte am Lauderdale House in London und schloss das Studium 1837 an der University of Aberdeen als Chirurg ab.
Er heiratete das erste Mal im April 1840 in San José, Ana María Mora Porras (1819–1854), die Schwester von José Miguel Mora Porras und Juan Rafael Mora Porras.
Zwischen 1820 und 1830 war er Teilhaber von James Gerard und Richard Trevithick an Minen im Monte del Aguacate. Zwischen 1830 und 1850 widmete er sich dem Anbau und dem Export von Kaffee und führte eine Apotheke.
Am 25. Juni 1863 beteiligte er sich mit einer Million Pesos an der Gründung der Banco Anglo-Costarricense. Weitere Inhaber waren Edward W. Allpress und Allan Wallis, der britische Consul in San José. Sie öffnete ihre Geschäftsräume für den Kundenverkehr am 1. Juli 1864 und war von 1864 bis 1884 und von 1902 bis 1917 ein Geldemittierendes Institut. Die Geldscheine druckte Bradbury, Wilkinson & Co. 1994 machte sie bankrott. Er war der erste Chirurg, welcher Chloroform in Costa Rica verwendete. Während der Cholera-Epidemie 1856 leistete er in San José Hilfe. Er saß der ärztlichen Ständevertretung von Costa Rica vor.

### Präsidentschaft 1859–1863
Er ließ sich durch einen Militärputsch an die Macht bringen. Darauf berief er eine verfassungsgebende Versammlung ein, welche die liberale Verfassung von 1859 emittierte. In seinem Regierungskabinett waren José María Castro Madriz, Jesús Jiménez Zamora, Julián Volio Llorente, Aniceto Esquivel Sáenz, Juan José Ulloa Solares und Vicente Aguilar Cubero. Im April 1860 waren Präsidentschaftswahlen, der Kandidat der Opposition war Manuel Mora Fernández. Es wurden viele Kriegsschuldverschreibungen aus dem Krieg gegen die Filibusteropiraten unter William Walker eingelöst.
In seinem Regierungskabinett waren: Francisco María Iglesias Llorente, Aniceto Esquivel Sáenz, Vicente Aguilar Cubero und Francisco Montealegre Fernández. 1862 entsandte er capitán José Antonio Angulo nach Talamanca.
Nach seiner Präsidentschaft war er Abgeordneter für San José (Costa Rica) und Mitglied einer verfassungsgebenden Versammlung 1869. Unter der Regierung Tomás Guardia Gutiérrez ging 1872 er ins Exil nach Kalifornien.

## Nachkommen
In der Ehe Montealegre Mora wurden 13 Kinder geboren:
1. Juan Gerardo, heiratete Rafaela Mata Brenes, die Tochter von Juan Rafael Mata Lafuente.
2. Ana Benita, heiratete Francisco Giralt y Gutiérrez.
3. Ana Julia, († Kindheit).
4. Ana Sara, († Kindheit).
5. Rosa Ana María, heiratete John Thomas Beales.
6. Ricardo Montealegre Mora, heiratete Amelia Echeverría y Alvarado.
7. Sara, heiratete Rafael Gallegos Sáenz, den Sohn von Rafael Luis José de Gallegos y Alvarado.
8. José María, heiratete Ramona Iglesias Llorente, die Schwester von Francisco María Iglesias Llorente,.
9. Julia, heiratete Juan de Dios Gallegos Sáenz, einen weiteren Sohn von Rafael Luis José de Gallegos y Alvarado.
10. Manuel Ana, († Kindheit).
11. Manuel Joaquín, heiratete Camila Branger.
12. Dolores (1853–1950).
13. Mercedes (1854), heiratete  Manuel Salazar Chacón, den Sohn von General Lorenzo Salazar Alvarado. (1813–1871).[5]

Am 1. Januar 1858 heiratete er Sofía Matilde Joy Redman (1823–1908).
Die Kinder der Ehe Montealegre-Joy waren:
1. Eduardo José Guillermo (1859–1884).
2. Josefina, heiratete William Arthur Wilson.
3. Carolina Sofía,  († Kindheit).